# Klassieke talen
De klassieke talen, ook oude talen genoemd, zijn in de taaltypologie een selecte groep natuurlijke talen die een zeer rijke en oude literaire traditie kennen. Gewoonlijk bedoelt men met klassieke talen Latijn en Grieks. Klassieke filologie is de studie van Grieks en Latijn tegen een achtergrond van de geschiedenis, kunst en archeologie van de oudheid.
Om tot de klassieke talen gerekend te kunnen worden moet een taal vandaag de dag aan de volgende criteria voldoen:
- De taal moet oud zijn (meer dan 1000 jaar geleden uitgestorven).
- De literatuur in die taal moet oorspronkelijk zijn (dus niet uit louter bewerkingen en vertalingen bestaan).
- Het bronnenmateriaal moet omvangrijk zijn.
- De grammatica en het lexicon moeten coherent en compleet zijn.

## Het begrip 'klassiek'
Het begrip klassiek (van classis, vermogensklasse) is in de taal- en letterkunde aan schrijfstijl gerelateerd: een klassieke taal voldoet aan de grammaticale en lexicale normen van een of meer erkende cultuurdragers. Met klassieke taal wordt vaak het stadium bedoeld waarin de taal haar hoogtepunt bereikte, voordat ze weer degenereerde (cf. klassiek Latijn en klassiek Sanskriet). Een voorbeeld is het Ciceroniaanse Latijn of dat van Julius Caesar. De grammatica van Pāṇini is de norm voor het Sanskriet, de taal van de Thora voor het Hebreeuws, de taal van Plato voor het Grieks. In het Sanskriet staat klassiek Sanskriet als tegenstelling tot het Vedisch Sanskriet, waarin de grote heilige boeken werden geschreven, lang voor de standaardisering van Pāṇini.
Het gebruik van het begrip klassiek in deze zin is nogal subjectief; in feite betreft het hier een kwestie van smaak en prestige.

## Voorbeelden
Er zijn maar weinig talen die volgens deze definitie voor het predicaat "klassiek" in aanmerking komen. Traditioneel worden het Latijn en Oudgrieks in ieder geval tot de klassieke talen gerekend. De gebruikelijke studierichting 'Klassieke Talen' aan de Nederlandse universiteiten behelst alleen deze twee talen en wordt daarom ook wel Griekse en Latijnse Taal en Cultuur genoemd; iemand die deze twee talen heeft gestudeerd wordt een classicus genoemd. Er zijn echter veel mensen die talen als Sanskriet, Hebreeuws en Arabisch ook tot de klassieke talen rekenen. In het vroegere ASO-onderwijs in Vlaanderen werd nog weleens verwezen naar de Poësis en de Rhetorica als derdegraadsklassen met Latijn en Grieks; hoewel deze termen net als de benaming humaniora de laatste tijd wat uit de mode zijn geraakt.
Onder deze uitgebreide lijst worden de volgende talen gerekend:
- Latijn
- Klassiek Grieks
- Hebreeuws
- Arabisch
- Sanskriet
- Pali
- Klassiek Perzisch
- Tamil
- Klassiek Chinees
- Oudjavaans

## Verwante begrippen
Een klassieke taal is meestal een dode taal. Uitzonderingen zijn het Arabisch en Hebreeuws (beide Semitische talen), mits deze talen inderdaad als klassiek worden beschouwd.